# Anne Rasmussen (Samoa)
Anne Rasmussen ist eine samoanische Klima-Expertin. Bei der UN-Klimakonferenz in Dubai 2023 (COP28) war sie Chefunterhändlerin für die Alliance of Small Island States (AOSIS).

## Leben
Rasmussen wuchs in Samoa auf, einem Land, das aus sechs kleinen Pazifikinseln besteht. Sie studierte Geographie an der University of the South Pacific und schloss ihr Studium ab. Anschließend erwarb sie einen Postgraduiertenabschluss im Bereich Klimawandel.
Im Jahr 2009 vertrat sie ihr Land erstmals bei den Klimaverhandlungen, und bei der UN-Klimakonferenz in Doha 2012 (COP18) in Doha war sie Co-Vorsitzende der Sitzungen. Bei der UN-Klimakonferenz in Katowice 2018 (COP24) leitete sie die Verhandlungen über Klimafinanzierung, den Grünen Klimafonds und die Globale Umweltfazilität der Allianz der kleinen Inselstaaten. Bei der UN-Klimakonferenz in Scharm asch-Schaich 2022 (COP27) diente sie als Vizepräsidentin und organisierte die Wahl der Funktionäre der Regionalgruppen für den Klimaverhandlungsprozess.
2023 (COP28) war sie schließliche Chief Negotiator der AOSIS. Der samoanische Minister Toeolesulusulu Cedric Schuster, der Alliance of Small Island States plädierte für eine stärkere Anerkennung und sagte, AOSIS würde „nicht seinen eigenen Totenschein unterschreiben“ („would not sign their own death certificate“). Am letzten Tag diskutierte die AOSIS-Gruppe die endgültige Vereinbarung. Es gab Bedenken, dass der vorgeschlagene Text zu viele Schlupflöcher enthielt. Man einigte sich auf einen Konsens und die AOSIS-Gruppe begab sich in den Saal, in dem die Entscheidung getroffen werden sollte. Sie waren schockiert, als sie feststellten, dass die Entscheidung ohne sie getroffen worden war. Tina Stege stellte fest, dass die Vereinbarung eine Verbesserung darstelle, aber nicht ausreiche, um ihr Land zu retten – die tief liegenden Marshallinseln. Rasmussen sprach von der „Litanei der Schlupflöcher“ („litany of loopholes“). Sie beklagte, dass sie „nicht im Raum“ („not in the room“) gewesen seien und dass die „Business-as-usual“-Vereinbarung nicht die erforderliche „Kurskorrektur“ gebracht habe. Für ihren Protest erhielt sie stehende Ovationen.